# Minamiizu
Minamiizu (南伊豆町?) è una cittadina giapponese della prefettura di Shizuoka.